# Brits-Birma
Brits-Birma was vanaf 1886 een onderdeel van het Britse Rijk. Daarmee eindigde het Derde Birmaanse koninkrijk. De laatste koning, Thibaw, werd naar India verbannen. 
Grens- en handelsconflicten met het Britse Rijk in Brits-Indië hadden geleid tot drie Brits-Birmese oorlogen: 1824, 1852 en 1885. Hierbij was steeds een deel van Birma geannexeerd, totdat de Britten geheel Birma hadden. 
In 1937 werd Brits-Birma afgescheiden van Brits-Indië en kreeg het de status van aparte kolonie. In de Tweede Wereldoorlog werd Birma veroverd door Japan, en werd, op 1 augustus 1943, de Staat Birma opgericht. Dit omvatte het gebied dat overeenkomt met het huidige Myanmar, met uitzondering van de regio ten oosten van de Salween dat aan Thailand werd afgestaan.
In 1945 kwam Birma weer in Britse handen. De Britse heerschappij duurde tot 1948. 
- Library of Congress Control Number: sh85018120
- Nationale Bibliotheek van Israël: 987007292677105171